# Christian du Plessis
Christian du Plessis (Vryheid, 2 luglio 1944) è un baritono sudafricano.

## Biografia
Nato in Sudafrica, è stato molto attivo in Inghilterra soprattutto nel repertorio belcantistico.
Ha studiato a Johannesburg con Teasdale Griffiths and Esme Webb, e in questa città debuttò, con la Transvaal Opera, come Yamadori in Madama Butterfly, nel 1967. Dopo avere continuato gli studi a Londra con Otokar Kraus, debuttò in questa città come Mathieu in Andrea Chénier.
In seguito divenne membro dell'English National Opera, interpretando molti ruoli celebri per la sua voce, tra cui Valentine in Faust, Il Conte di Luna ne Il trovatore, Rodrigo in Don Carlo, Marcello ne La bohème, Cecil in Maria Stuarda.
A metà degli anni settanta cominciò a concentrarsi sul repertorio belcantistico, divenendo specialista delle opere minori di Donizetti e Bellini ed   esibendosi in rappresentazioni in forma di concerto per la London Opera Society e in produzioni teatrali per l'etichetta Opera Rara; tra le interpretazioni, da ricordare il ruolo del protagonista in Torquato Tasso, Corrado in Maria de Rudenz, Ernesto in Il pirata.
Tra le registrazioni per Opera Rara: Ugo, Conte di Parigi, Gabriella di Vergy, L'assedio di Calais, Maria Padilla.
Si ritirò dalle scene nel 1988.